# Athlétisme au Festival olympique de la jeunesse européenne 2011
Navigation
2009 2013
Les épreuves d'athlétisme au Festival olympique de la jeunesse européenne 2011 se sont déroulées à Trabzon en Turquie du 25 au 29 juillet 2011 au Söğütlü Athletics Stadium. Seuls les athlètes nés en 1994 ou après et ayant été sélectionnés au préalable par leur fédération nationale pouvaient y participer.

## Faits marquants
Le Hongrois Bence Pásztor au lancer du marteau de cinq kg, réalise ce qui constitue le meilleur résultat au monde.

## Résultats

### Hommes
| Épreuves                            | Or                                                                                     | Argent                                                                  | Bronze                                                                         |
| ----------------------------------- | -------------------------------------------------------------------------------------- | ----------------------------------------------------------------------- | ------------------------------------------------------------------------------ |
| 100 m Vent : +1,7 m/s               | Daniel Koelsch 10 s 66                                                                 | Leon Reid 10 s 68                                                       | Marek Bakalar 10 s 75                                                          |
| 200 m Vent : +0,9 m/s               | Thomas Holligan 21 s 46                                                                | Ilya Siratsiuk 21 s 55                                                  | Marek Bakalar 21 s 57 (PB)                                                     |
| 400 m                               | Clovis Asong 46 s 93                                                                   | Steffen Dale Trenk 48 s 74                                              | Aliaksandr Krasouski 48 s 91                                                   |
| 800 m                               | Brecht Bertels 1 min 50 s 90 (PB)                                                      | Nemanja Kojić 1 min 51 s 55                                             | Karl John Griffin 1 min 51 s 64                                                |
| 1 500 m                             | Ruairi Finnegan 3 min 53 s 78                                                          | Samuele Dini 3 min 54 s 45                                              | James Lamswood 3 min 55 s 02                                                   |
| 3 000 m                             | B. Ivan Horodyskyy 8 min 21 s 99 (PB)                                                  | Gordon Benson 8 min 23 s 05                                             | Lorenzo Dini 8 min 24 s 20 (PB)                                                |
| 110 m haies 91,4 cm Vent : +1,3 m/s | Lorenzo Perini 13 s 44 (CR)                                                            | Wilhem Belocian 13 s 50 (PB)                                            | Thomas Durant 13 s 56 (PB)                                                     |
| 400 m haies 84 cm                   | Ben Kiely 52 s 69                                                                      | Jacob Paul 52 s 80                                                      | Vladislav Tsygankov 53 s 01                                                    |
| 2 000 m steeple                     | Gonzalo Basconcelo 5 min 54 s 60 (PB)                                                  | Italo Quazzola 5 min 56 s 30 (PB)                                       | Johannes Max. Motschmann 5 min 57 s 37 (PB)                                    |
| 4 × 100 m                           | France Jean-Noël Crétinoir Mickaël-Meba Zézé Gautier Dautremer Wilhem Belocian 40 s 90 | Royaume-Uni James Taylor Thomas Holligan Clovis Asong Leon Reid 41 s 37 | Belgique Oumar Diallo Bram Luycx Mathias Broothaerts Lorijn Verbrughhe 41 s 60 |
| Saut en hauteur                     | Gaël Rotardier 2,11 m                                                                  | Falk Henning Wendrich 2,08 m (PB)                                       | Pavel Kipra 2,08 m                                                             |
| Saut à la perche                    | Robert Renner 5,31 m (CR)                                                              | Torben Laidig 5,00 m (PB)                                               | Georgiy Bykov 4,95 m                                                           |
| Saut en longueur                    | Elliot Safo 7,38 m (PB)                                                                | Stefano Braga 7,36 m                                                    | Semen Popov 7,36 m                                                             |
| Triple saut                         | Robert Clarke 15,50 m                                                                  | Lasha Gulelauri 15,49 m                                                 | Jean-Noël Crétinoir 15,49 m                                                    |
| Lancer du poids 5 kg                | Vladyslav Chernikov 20,13 m                                                            | Matti Sivonen 19,43 m (PB)                                              | Mesud Pezer 19,13 m                                                            |
| Lancer du disque 1,5 kg             | Dominik Kosar 56,04 m                                                                  | Vladyslav Chernikov 55,40 m                                             | Martin Pilato 55,34 m                                                          |
| Lancer du marteau 5 kg              | Bence Pasztor 84,41 m (WYR)                                                            | Serhiy Reheda 80,81 m                                                   | Özkan Baltacı 78,90 m (PB)                                                     |
| Lancer du javelot 700 g             | Yuriy Kushniruk 83,42 m (WYL)                                                          | Sebastian Teikari 75,43 m (SB)                                          | Povilas Dabasinskas 73,23 m (PB)                                               |

### Femmes
| Épreuves                             | Or                                                                          | Argent                                                                          | Bronze                                                                                        |
| ------------------------------------ | --------------------------------------------------------------------------- | ------------------------------------------------------------------------------- | --------------------------------------------------------------------------------------------- |
| 100 m Vent : + 1,0 m/s               | Sophie Papps 11 s 82                                                        | Samantha Dagry 11 s 91 (PB)                                                     | Solenn Compper 11 s 99                                                                        |
| 200 m Vent : + 1,2 m/s               | Ekaterina Renzhina 23 s 64 (CR)                                             | Justien Grillet 23 s 94                                                         | Anna Hämäläinen 24 s 14                                                                       |
| 400 m                                | Modesta Morauskaitė 54 s 07 (PB)                                            | Kimberley Efonye 54 s 30 (PB)                                                   | Barbara Camblor 55 s 03                                                                       |
| 800 m                                | Olena Sidorska 2 min 05 s 26 (CR)                                           | Camilla de Bleecker 2 min 05 s 74                                               | Luna Udelhoven 2 min 07 s 30 (PB)                                                             |
| 1 500 m                              | Sophie Riches 4 min 25 s 95                                                 | Siofra Cleirigh Buttner 4 min 26 s 42 (PB)                                      | Meropi Panayiotou 4 min 29 s 13 (PB)                                                          |
| 3 000 m                              | Alena Kudashkina 9 min 18 s 46                                              | Anca Maria Bunea 9 min 30 s 81                                                  | Jip Vastenburg 9 min 39 s 47                                                                  |
| 100 m haies 76,2 cm Vent : + 0,5 m/s | Nadine Visser 13 s 28 (PB)                                                  | Monika Zapalska 13 s 52 (PB)                                                    | Sarah Kate Lavin 13 s 62 (PB)                                                                 |
| 400 m haies 76,2 cm                  | Katsiaryna Verameyenka 59 s 57 (PB)                                         | Emeline Bauwe 1 min 00 s 42 (PB)                                                | Megan Kiely 1 min 00 s 44 (PB)                                                                |
| 2 000 m steeple                      | Dana Elena Loghin 6 min 40 s 93                                             | Johanna Christine Schulz 6 min 46 s 49                                          | Olja Nikolić 6 min 48 s 05                                                                    |
| 4 × 100 m                            | Pays-Bas Tessa van Schagen Sacha van Agt Naomi Sedney Nadine Visser 45 s 93 | Belgique Sarah Missinne Justien Grillet Orphee Depuydt Kimberley Efonye 46 s 12 | Russie Anastasia Nikolaeva Elizaveta Anikienko Anastasiia Aslanidi Ekaterina Renzhina 46 s 58 |
| Saut en hauteur                      | Dior Delophont 1,85 m (CR)                                                  | Leontía Kallénou 1,79 m                                                         | Ligia Damaris Grozav 1,79 m                                                                   |
| Saut à la perche                     | Roberta Bruni 4,10 m (CR)                                                   | Georgia Stefanidi 4,10 m                                                        | Kristina Bondarenko 4,10 m                                                                    |
| Saut en longueur                     | Maryna Bekh 6,25 m                                                          | Julia Gerter 6,14 m                                                             | Marina Buchelnikova 6,11 m                                                                    |
| Triple saut                          | Ana Peleteiro 13,17 m (PB)                                                  | Sokhna Gallé 13,11 m                                                            | Anna Krasutska 13,00 m                                                                        |
| Lancer du poids 4 kg                 | Natalia Shirobokova 14,23 m                                                 | Charlene Okken 13,84 m (PB)                                                     | Monia Cantarella 13,67 m                                                                      |
| Lancer du disque 1 kg                | Florentia Kalogeraki 48,31 m                                                | Natalia Shirobokova 48,31 m                                                     | Ozge Yilmaz 44,72 m                                                                           |
| Lancer du marteau 4 kg               | Hanna Zinchuk 59,48 m                                                       | Al'ona Shamotina 59,23 m                                                        | Petra Jakeljić 56,35 m                                                                        |
| Lancer du javelot 600 kg             | Alina Gerasimchuk 53,86 m                                                   | Liveta Jasiunaite 52,00 m                                                       | Alexie Alais 50,94 m                                                                          |